# محمد الأسعد
محمد الأسعد (1944 - 2021) هو شاعر وناقد فلسطيني. ولد في قرية أم الزينات الواقعة قرب مدينة حيفا في فلسطين. نزحت عائلته عام 1948 لتستقر في مدينة البصرة في العراق حيث تلقى الشاعر تعليمه المبكر، ورغم الظروف المالية الصعبة التي ألمت بعائلته استطاع الأسعد إكمال تعليمه وسافر إلى الكويت حيث عمل في الصحافة هناك، وقد عاش مدة في قبرص بعد حرب الخليج ثم في بلغاريا ثم عاد إلى الكويت. شعر محمد الأسعد إكمال غني بالصور الحسية والعاطفة وهو يعكس استغراقه في موضوعات الجماعية للفلسطينيين الذين يعيشون في الشتات. إضافة إلى كتبه النقدية (مقالة في اللغة الشعرية) (1980) و (الفن التشكيلي الفلسطيني) (1985) و (بحثا عن الحداثة) (1986) أصدر الأسعد عددا من المجموعات الشعرية (الغناء في أقبية عميقة) (1974)، و (حاولت رسمك في جسد البحر) (1976)، و (لساحلك الآن تأتي الطيور)، (1980).
أصدر الشاعر أيضا سيرته الذاتية في كتاب بعنوان (أطفال الندى)، (لندن 1991 م).

## بدايته الشعرية
تميز أسلوب الأسعد بالإحكام والحيوية منذ بدايته، ولعل أفضل ما يشير إلى هذا التميز أنه منذ صدور مجموعته الأولى "الغناء في أقبية عميقة"، لوحظ أنه من الأصوات العربية الشابة التي ظلت موالية لتراث الخمسينات الشعري في الوقت الذي وقفت فيه أمام بداية أخرى. وهي حالة نادرة أشار إليها الناقد والشاعر العراقي د.علي جعفر العلاق في مقالة له حملت عنوان "عودة إلى أجواء القصيدة الخمسينية" حلل فيها مجموعة الشاعر الأولى. ومما جاء في هذه المقالة إن في الشاعر الأسعد "الكثير مما يذكرك بالقصيدة الخمسينية؛ لعبتها اللغوية، مصطلحها الشعري، همومها المنتقاة، ميلها للتطريب أحياناً. غير أن فيه أيضاً، ما يذكرك بالقصيدة الجديدة بما تحمله من تشابك وإفلات، ونأي عن الموضوع، وعدم السيطرة من جهة، وما حققته، على يد أدونيس مثلا، من نقلة نوعية في القصيدة العربية: التعقيد، توظيف الحلم، تعدد الأصوات، تجديد اللغة"(2). ومال العلاق إلى الاعتقاد أن الشاعر الفلسطيني محمد الأسعد "يشكل حالة غير مستقرة، أو بعبارة قد تكون أصح، حالة الوقوف بين إحساسين، بين قناعتين، إنه يمثل قناعة خمسينية، وبداية أخرى (3). وبالفعل، لم تمض سنوات قليلة على صدور مجموعة الشاعر الأولى حتى حظي باهتمام خاص من قبل عدد من النقاد رأوا فيه صوتا خاصا متفرداً، وتكاملا فنيا عظيما، كما عبرت الناقدة الشاعرة د. سلمى الخضراء الجيوسي في تعليقها على قصائد له مترجمة إلى الإنكليزية حين كتبت: "تجنب محمد الأسعد تجنبا تاماً شراكَ وإغراء الطراز الشعري الشائع، وظل مواليا لشكل من أشكال التعبير يتوافر على قدر عال من الانضباط الذاتي. إنه شاعر يمتلك تكاملا فنيا عظيما، وغريزة ً شعريةً لا تعرف التعثر مكّنته من الحفاظ على رؤيته الشفافة الخاصة به خلال مرحلة السبعينات الهائجة، ومن الإبقاء على الحدود اللسانيةِ والمجازية مغلقة بصلابة في وجه الرطانة ونزعة المغامرة الزائفة. إن شعره المطبوع بطوابع رصانة رفيعة ولغة تماثل جدّتها طبيعيتها، ليشهد بوضوح على الطريقة ِ التي يعمل بها الفن بغريزة إبداعية لدى أفراد قليلين. مجالُ الفن محدّد لدى بعض الشعراء، ويمكن التعرّف على حدوده غريزيا، إلا أنه مجال بالغ الهشاشة أيضاً، ويمكن أن يُنتهك تكامله كما رأينا دائما إذا أظهر الشاعر ما ينبيء عن الاستجابة لدعوة ِالالتزام الاجتماعي ـ السياسي الصاخبة، وهنا يجب أن نسارع إلى القول أنه لايوجد شاعر أكثر التزاما من الأسعد؛ إن طبيعة حساسيته ذاتها تنبع من واقعة النفي الدائم، ومن الظلم المستمر، ومن انتقاص الكوامن التي تتضمنها جنسيته الفلسطينية، إلاّ أن عمله الشعري في الوقت نفسه لدليل بارز على أن التقنية الشعرية لاتُستمد من ثيمات موضوع الانشغال الشعري بالضرورة، بل تنبع من تركيبة الشاعر الفنية ووضعيته، ومن القدر الذي تقاوم فيه حساسيةُ الشاعر مساومات العصر التي تنتحل صفات الجاذبية الفنية أو تخضع لها. لقد رفض الأسعدُ رفضا تاما خلال مرحلة الهيجان، برصانته الصافية وتحفظاته الفنية، كلَّ التوقعات الاجتماعية "الشرعية" للمرحلة وواصل تطوير فنه"(4).

## حياته
تحت عنوان «سحر الكتابة»، نشر الشاعر محمد الأسعد لمحات من سيرته الذاتية في العام 2009، وتضمنت أهم المحطات في حياته بأسلوب فني مبتكر (5). وأهم المعلومات المستقاة من هذه السيرة أنه مولود في قرية أم الزينات التي تقع على السفح الجنوبي لجبل الكرمل الفلسطيني المطل على ساحل حيفا في 6 أغسطس 1944. وحين كان في الرابعة من عمره هاجمت قريته قوة مسلحة تسليحاً ثقيلا من عصابة الهاجاناه الصهيونية ليلا، فاحتلت القرية بعد دفاع مستميت من قبل القرويين، وقتلت كل من أصر على البقاء. وتشرد من بقي من سكان القرية على الدروب الوعرة وصولا إلى قرية «دالية الكرمل» القريبة، ولكن العصابات الصهيونية لاحقتهم إلى هناك وأجبرتهم بالقوة على النزوح سيرا على الأقدام وصولا إلى جنين. وهناك افترش الشاعر الصغير مع أفراد أسرته أرض إحدى البساتين، وعاشوا في العراء، قبل أن يعرض الجيش العراقي المنسحب من جنين على اللاجئين من قرى الكرمل أخذهم إلى العراق.
في بغداد زج باللاجئين الفلسطينيين في مدارس يهودية أطلقوا عليها فيما بعد اسم «التوراة»(6) ثم تم توزيعهم، فظل قسم منهم في بغداد ونقل قسم إلى مدينة الموصل شمالا، وقسم إلى مدينة البصرة جنوبا. وكانت أسرة الشاعر ضمن الأسر التي نقلت إلى البصرة حيث وضعت تحت حراسة مشددة في معسكر للجيش البريطاني مهجور في الصحراء جنوب البصرة يدعى معسكر الشعيبة. وبعد سنتين تم نقل الأسر الفلسطينية إلى مساكن في مدينة البصرة ذاتها شبيهة بالمساكن التي أقاموا بها في بغداد، وكانت من أملاك اليهود الذين هجرتهم الحكومة العراقية إلى فلسطين المحتلة (7). 
في البصرة أتم الشاعر تعليمه حتى المرحلة الثانوية، ثم التحق بجامعة بغداد في كلية التجارة والاقتصاد (1962) وانتسب إيضا إلى معهد الفنون الجميلة تحت إشراف الرسام العراقي الكبير إسماعيل الشيخلي. وخلال دراسته في جامعة بغداد بدأ الشاعر بنشر قصائده في مجلة «الأقلام» العراقية، كما نشر أول مقالاته النقدية وكانت عن الشاعر بدر شاكر السياب، وبدأ اسمه يظهر في مجلات أدبية شهيرة مثل مجلة «الآداب» البيروتية.
بعد حصوله على الشهادة الجامعية (1967) انتقل الشاعر إلى الكويت وبدأ حياته العملية في الوسط الصحفي، في مجلة القوميين العرب، "الطليعة"، ومن موقعه ذاك ساهم في الكتابة في صحف ودوريات عربية عديدة، مثل «الآداب» و"الفكر العربي المعاصر". وظهرت له أول مجموعة شعرية عن وزارة الإعلام العراقية في العام 1974، تحت عنوان "الغناء في أقبية عميقة"، ثم توالت بعد ذلك مجموعاته الشعرية، إلى جانب كتبه النقدية. وفي العام 1990 نشرت دار رياض الريس للنشر في لندن أول رواية له وعنوانها "أطفال الندى" بتوصية من القاص السوري زكريا تامر والشاعر نوري الجراح، وبكلمة على غلاف الرواية للروائي الأردني غالب هلسا قال فيها عن رواية أطفال الندى أنها "رواية ذات فرادة في لغتنا العربية.
بعد الغزو العراقي للكويت، تنقل الشاعر في عدة بلدان عربية وغربية، وتعرض للاعتقال والإبعاد في قبرص بسبب موقفه السياسي المعارض لنهج منظمة التحرير الفلسطينية في التفريط بحق اللاجئين الفلسطينيين بالعودة، ومحاولة تطويع العقل الفلسطيني للقبول بواقع الاحتلال الصهيوني لفلسطين (9) ثم عاد بعد عشر سنوات للاستقرار في الكويت. في العام 2002 ترجمت روايته أطفال الندى إلى الفرنسية (10) وتبعتها ترجمات إلى اليونانية (11) والبرتغالية (12) والعبرية (13)، كما صدرت سيرته الذاتية بتفصيل أكثر في كتاب نشرته دار اكت-سود & سندباد الفرنسية تحت عنوان "Par-dela Les murs” بالمشاركة مع المؤرخ يوسف الغازي، المصري اليهودي المهاجر إلى فلسطين المحتلة في العام 1951، وحررت الكتاب وأعدته للنشر الصحفية الفرنسية فرانسواز جرمين (14).
ترجم بعض من شعره إلى الفرنسية والإنكليزية وظهر في:
1- مختارات من الشعر الفلسطيني، تحرير وترجمة عبد اللطيف اللعبي، باريس، 1988
2- مختارات من الشعر العربي المعاصر، تحرير د. سلمى الجيوسي، مطبعة جامعة كولومبيا، نيويورك، 1989
3- مختارات من الأدب الفلسطيني المعاصر، تحرير د. سلمى الجيوسي، مطبعة جامعة كولومبيا، نيويورك، 1992

## المنهج الفني
يمكن اعتبار الشاعر محمد الأسعد شخصية فريدة من نوعها في الوسط الشعري الفلسطيني بخاصة والعربي بعامة، فقد جمع بين موهبة الكتابة الشعرية والنقدية والروائية والبحثية والترجمة من اللغة الإنكليزية. وكان الأبرز بين من قدموا شعر الهايكو الياباني إلى القارئ العربي في كتاب شامل لأول مرة في اللغة العربية بترجمته لكتاب الباحث والشاعر«كينيث ياسودا» تحت عنوان «واحدة بعد أخرى تتفتح أزهار البرقوق» في العام 1999، وبوعيه العميق بطبيعة هذا الشعر الدينية وفلسفته (15)، ويعتبر الأسعد الأبرز أيضا بين الشعراء العرب الذين كتبوا قصائد هايكو عربية، أصبحت مثالا يحتذى (16) وحظيت آراؤه باهتمام عدد كبير من المثقفين العرب، واحتلت كتبه، النقدية بخاصة، مكانة المراجع لدى عدد من الكتاب، وبخاصة كتابه «بحثاً عن الحداثة» الذي عرض فيه لأول مرة في اللغة العربية مفهوم «النقد الثقافي» (17) ضمن نظرية نقدية متماسكة بدأ بتطويرها منذ العام 1981، كما ساهم بأطروحته حول الاستشراق في علم الآثار بفتح مجال جديد لم يتطرق إليه أحد في اللغة العربية واللغات الغربية، ذلك هو دور الخطاب التوراتي في الاستشراق وفي تفسير الآثار العربية تفسيرا مضللا لخدمة أهداف استعمار فلسطين (18).
في مايلي مقتطفات من كتابات بعض ممن تناول نهج الشاعر ورؤيته في شعره ورواياته: 
شاعر الهجرة إلى الروح:
الشاعر محمد الأسعد، شاعر الهجرة إلى الروح، تعرفت عليه من خلال مجلة «الباحث» الفكرية التي كانت تصدر في بيروت في ثمانينات القرن الماضي، حيث قرأت له مجموعة من الأشعار في أكثر من عدد، ثم بدأت البحث عن كتاباته.. ولكن هيهات (19). مهتدى مصطفى غالب 
معايشة الخالد:
.. وهكذا في كل ومضاته الجميلة التي تنم عن معنى دفين وتعلن عن أشياء مخفية كامنة في المعنى، فهو يسعى إلى أن يسير على آثار قصيدة الهايكو التي سار على نهجها شعراء عظام في اليابان والصين من أمثال بوزون وشيكي وعيسى وماتسو باشو.. وغيرهم كثير، حيث تكمن التجربة الروحية في اكتساب القوة على معايشة الخالد في اللحظة الراهنة والكوني في ذرة الرمل، واليومي في رؤية الرائع وغير المألوف (20). عبد الزهرة لازم شباري
كون في انتظار الولادة: 
إن هذا الشاعر المندفع نحو ضبط الحاضر بطرقه ونهاراته ووضع علامات ودلالات عليه، يجد في طفولة الأشياء منبعاً للقيم. ومرة أخرى يمد الحبُّ الطفولة بلمحة من ضيائه. إن هذه الجزئية، الطفولة، تغدو عوالم وأقاليم ضائعة وسماوات، أي كوناً كاملا في انتظار الولادة (21). ليلى السايح
إضافة إلى الذاكرة الفلسطينية:
«أطفال الندى» حكايات متصلة مكتوبة بحرفية عالية، بلغة شاعر، ولهفة لاجيء، حكايات تؤرخ المهمش والمنسي من كتب التاريخ، علها تساعد في انصافهم، وتساهم في زيادة استيعاب أحداث ومعايشات فترة زمنية. أطفال الندى رواية تضاف إلى الذاكرة الفلسطينية (22) بسمة فتحي
بصمة فريدة:
اللغة في المجموعات الشعرية للأسعد، متينة السبك والبناء، لاتترك منفذاً لفوضى اللامعنى أو الحذلقة الثقافية. هنا يحافظ الشاعر على جماليات العربية، رنين الألفاظ ووظيفة الميزان الصرفي التعبيرية، إضافة إلى حركات الإعراب الدالة على الأجواء النفسية. أما إيقاع الألفاظ، أي الوزن، ففيه انتقال إلى شعر التفعيلة، واستخدام النثر كوسيلة شعرية مرنة، لكن الشاعر في كلتا الحالتين يمنح لغته إيقاعاً خاصاً أو بصمة فريدة، ويتحول لديه شعر التفعيلة إلى مقاطع كاملة تتخلى عن التقفية غالباً، مع الحفاظ على روح موسيقية خارج إيقاعات التفاعيل آتية من رهافة الإحساس بالحرف والكلمة (23). غالب العلي
بين الأماكن والثقافات:
لدى الأسعد غنى في المشاهد حيث نجده يقرأ مشاهد متنوعة وكأنه سافر عبر الأمكنة والأزمنة. تتشكل صوره من مواد مختلفة وهويات متنوعة، مما يدل على رحلات واسعة بين الأماكن والثقافات، رغم أن هذا لايقال مباشرة، ويدل على خصوصية لغوية لانعرفها عند الكثير من الشعراء.. إنه شاعر من أجمل الشعراء الذين قرأت لهم وعنهم في سعة الأفق وشفافية العبارة والرصانة الرفيعة المستوى (24). أدما عبد العزيز
عن نص اللاجيء:
مفاجآتان في هذا النص الذي تلقيته ممتناً: أولاهما الشجاعة المريرة، وثانيتهما أنني مع عائلتي كنا نسكن «التوراة» في البصرة القديمة. الفقراء إذن متساوون، سواء جاؤا من جنوبي البصرة أو من شمالي فلسطين (25) سعدي يوسف
سر الفن العظيم:
حين يستخدم الشاعر الأسعد النموذج الأصلي، وهو أعلى مستويات الصورة الرمزية، فإنه يتحدث بصوت أعلى من صوته، ويرتفع بالفكرة التي يعبر عنها فوق مستوى الوقتي والعرضي، غلى مستوى الأزلي والأبدي. إنه يرقى بالمصير الفردي إلى القدر الإنساني، وهذا هو سر الفن العظيم (26). توفيق الشيخ حسين

## أطفال الندى
تراجيديا المكان في رواية «أطفال الندى» للشاعر محمد الأسعد لا تنفصل عن تراجيديا الزمان وكأن إحداهما مرتهِنة بالأخرى، فالتزامن في السرد ينهل من كل ما جرى في «أم الزينات» منذ نشأتها إلى أمس النكبة وغدها، أم الزينات الفضاء الفلسطيني وقد غدا فضاء للإنسانية المفجوعة بزمنها، فالقرية لم تعد موجودة لا على الخارطة ولا على الأرض بعد أن اقتلعها الصهاينة واقتلعوا إنسانها، وأسسوا لتراجيديا هذا الإنسان بطريقة أخرى تختلف عن كل تراجيديات إشيل وسوفوكل وأوريبيد، فمصرع البطل في آخر مشهد من الفاجعة الإغريقية غدا مصرعا لشعب بأكمله، أو هذا ما تقوله الدراسة الشعرية للنص في بعدها الدلالي، وفي اعتقادي أن تقييم الفاجع في أم الزينات هو تقييم لكل فاجع في التاريخ السابق عليها واللاحق، ولكن دون عمل محمد الأسعد، دون القيمة الجديدة التي أضفاها الشاعر إلى هذا الفاجع، لما جرى أي تثمين له، ولتوقف الأمر عند خبر مقتضب في الموسوعات -كما يقول الكاتب- وطلل من الأطلال في التاريخ، المكان المندثر والزمان الذي زال. أريد التركيز على هذه القيمة الجديدة القيمة المضافة القيمة التي لولا الفاجعة الفلسطينية لما كانت لتحكي عن فلسطين الماضية السعيدة الحرة والحاضرة التعيسة المستوطنة، وكأني هنا -كما فعل الشاعر في كل نصه- أقلب الأشياء لأصل إلى فهمها الضدي، لأن كل شيء هنا هو ضد، ضد الاقتلاع وضد الاجتثاث وضد الموت وحتى ضد الذات وضد الجسد وضد الطفولة، وكل ذلك لتثبيت المعاني، وفي بعض الأحيان لإثباتها، لأن في ميدان الصراع يتحتم على المرء ذلك، وكذلك في ميدان اللغة التي هي هنا لغة للأشياء، فكل شيء على علاقة باللغة هنا محسوس، حتى لغة الأم وحكاياتها، حتى لغة الأبطال العابرين ومآثرهم، حتى لغة الجن وعنهم، وكأني بالشاعر يريد القول إني موجود وسأبقى والأهم من هذا وذاك سأعود (27). د. أفنان القاسم

## مستشرقون في علم الآثار
تكمن فرادة هذا الكتاب، مستشرقون في علم الآثار: كيف قرأوا الألواح وكتبوا التاريخ، في أنّه يطرح، لأول مرة في اللغة العربية، جانباً من الاستشراق لم يلتفت إليه اختصاصيو الآثار، سواء كانوا فلسطينيين أو عرباً، أو حتى غربيين. والمتتبع للكتابات الغربية في العقدين الأخيرين يلاحظ تركيزاً على وجود نقد للخطاب التوراتي الذي هيمنَ على كتابة تاريخ فلسطين، وكشفٍ للتزوير الذي لجأ إليه هذا الخطاب بهدف خلق رابط بين الواقع الاستعماري الإسرائيلي وتاريخ فلسطين القديمة، وتبرير إبادة سكان فلسطين وسرقة أراضيهم.
محمد الأسعد، يجمع أطراف هذا الموضوع، بعدما شق الطريق إليه منذ 1991 في دراسات نُشرت في الصحف العربية، وأغناه بمصادر واسعة عربية وغربية، ثم ها هو يُصدره في كتاب «مستشرقون في علم الآثار» (الدار العربية للعلوم ناشرون) 2010. يضم الكتاب تمهيداً وستة فصول هي: كيف قرأوا الألواح وكتبوا التاريخ؟ المشكلة التوراتية، طريق العطور، والجغرافيا السياسية للثقافة العربية، ألسنة أم لهجات لسان واحد؟ وميلاد تاريخ فلسطين القديمة. هذه العناوين أو معظمها ذات طابع جديد لم نألفه في الكتابات العربية. 
اللافت في الكتاب أنه يغوص في أطروحات المتخصصين ومشاكلها، ويقدمها إلى القارئ العربي بأسلوب بسيط وعين مدققة فاحصة. يأخذ المؤلف القارئ في رحلات متنوعة بين مذكرات شخصية وكتب بحثية ومقالات سجالية ليوصله إلى موضوعه الأساس: تفسير طبيعة عمل علماء الآثار في المنطقة العربية، وكيف حاولوا منذ قرنين تقريباً قراءة كل أثر مادي أو لوح مكتوب على ضوء روايات التوراة اليهودية. ومن هذا المنطلق، كتبوا تاريخاً للغات المنطقة وأحداثها وثقافتها من أبرز علائمه أنّه طمسَ كل ما يتعلق بالعرب وثقافتهم ولغتهم وحضاراتهم في الألوف الأربعة التي سبقت الميلاد. بل مضوا إلى التنكّر للوحدة الحضارية التي طبعت هذه البقعة من العالم، فاعتبروا لهجاتها «لغات» ومناطقها الحضارية وحدات قائمة بحد ذاتها، وأعطوا العربي صورة البدائي أو المتوحش الهائم على أطراف الحضارات.
وفي ما يخص فلسطين، يُبرز الكاتب أبعاد التلفيق الذي لجأ إليه المستشرقون التوراتيون، لإيجاد تطابق بين جغرافية خيالية يصنعها القصص التوراتي والجغرافية الفلسطينية، وكيف طمسوا تاريخ فلسطين القديمة، واقتلعوه وأحلّوا محله «تاريخاً» مستمداً من قصص شبيهة بقصص «ألف ليلة وليلة» لا يثبت علم الآثار واللغات والعمران واقعة واحدة من «وقائعه»...
هذا الكتاب فتحٌ جديد في مجاله. تدل الفترة الزمنية التي يغطيها، والأمكنة التي يذهب إليها، والمراجع الواسعة المتنوعة (لغوية وآثارية وتاريخية) التي يستند إليها، على أنه استغرق سنوات من الجهد والكد والمتابعة من صاحبه. خالد سعيد (جريدة الأخبار، 4/12/2009)

## مؤلفاته (28)

### الأعمال الشعرية
- الغناء في أقبية عميقة (الطبعة الأولى)، سلسلة ديوان الشعر العربي الحديث، وزارة الإعلام العراقية، بغداد، 1974
- حاولتُ رسمكِ في جسد البحر (الطبعة الأولى)، دار الطليعة، الكويت، 1976
- لساحلك َ الآن تأتي الطيور (الطبعة الأولى)، دار بن رشد، بيروت، 1980
- مملكة الأمثال (الطبعة الأولى)، دار العودة، بيروت، 1986
- الأعمال الشعرية الجزء الأول (8 مجموعات)، كتاب مرايا الشعري، المحلة الكبرى، مصر، 2009

### الأعمال النقدية
- مقالة في اللغة الشعرية، المؤسسة العربية للدراسات والنشر، بيروت، 1980
- الفن التشكيلي الفلسطيني، دار الحوار، دمشق، 1985
- بحثا عن الحداثة، مؤسسة الأبحاث العربية، بيروت، 1986

### الأعمال الروائية
- أطفال الندى، دار رياض الريس، لندن، 1990
- نص اللاجيء، مجلة العصور الجديدة، القاهرة، ديسمبر 1999
- حدائق العاشق، دار العصور الجديدة، القاهرة، 2001
- شجرة المسرات: سيرة بن فضلان السرية، المؤسسة العربية للدراسات والنشر، بيروت، 2004
- أصوات الصمت، مسعى والدار العربية للعلوم – الكويت وبيروت، 2009
- الأعمال الروائية (أطفال الندى، نص اللاجيء، حدائق العاشق، شجرة المسرات، أصوات الصمت، أم الزينات تحت أشجار الخروب ـ في ثلاثة مجلدات) جمعية البيت للثقافة والفنون، منشورات البيت، الجزائر، 2009
- أطفال الندى (بالفرنسية)، دار آلبن ميشل، باريس، 2002
- أطفال الندى (باليونانية)، دار الكساندرية، أثينا، 2003
- أطفال الندى (بالبرتغالية)، كامبو داز ليتراس، لشبونة، 2005
- أطفال الندى (بالعبرية)، دار بارديس، حيفا، 2005

### السيرة الذاتية
- أبعد من الجدران: محمد الأسعد ويوسف الغازي: لاجيء فلسطيني وإسرائيلي يعودان إلى زيارة تاريخهما (الفرنسية)، تحرير فرانسواز جيرمين، دار آكت سود & سندباد، باريس، 2005

### الأبحاث
- مستشرقون في علم الآثار: كيف قرأوا الألواح وكتبوا التاريخ، مسعى & الدار العربية للعلوم، الكويت & بيروت، 2010

### الترجمات
- بعد السقوط (مسرحية)، آرثر ميلر، المجلس الوطني للثقافة والفنون والآداب، المسرح العالمي، الكويت، فبراير 1998
- واحدة بعد أخرى تتفتح أزهار البرقوق: دراسة في جماليات قصيدة الهايكو مع شواهد مختارة، كينيث ياسودا، المجلس الوطني للثقافة والفنون والآداب، إبداعات عالمية، الكويت، 1999
- ست وصايا للألفية القادمة (محاضرات)، إيتالو كالفينو، المجلس الوطني للثقافة والفنون والآداب، إبداعات عالمية، الكويت، ديسمبر 1999